# Aniek Nouwen
Aniek Nouwen (Helmond, 9 marzo 1999) è una calciatrice olandese, difensore del Crystal Palace, in prestito dal Chelsea e della nazionale dei Paesi Bassi.

## Carriera

### Club
Aniek Nouwen crebbe calcisticamente nello SV Deurne, trasferendosi al PSV nel 2016. Nouwen ha disputato con il PSV cinque stagioni consecutive, nel corso delle quali ha giocato da titolare in difesa sin dalle prime partite in Eredivisie, la massima serie del campionato olandese, e totalizzando 101 presenze e 19 reti in campionato. Nel 2021 è arrivata la vittoria del primo trofeo della carriera, grazie alla vittoria del PSV nell'edizione 2020-2021 della Coppa dei Paesi Bassi, primo trofeo anche per la sezione femminile del PSV.
Nel maggio 2021 Nouwen ha firmato un contratto triennale con la società inglese del Chelsea. Nel primo anno al Chelsea ha vinto il campionato inglese e due FA Women's Cup. A metà gennaio 2023, dopo aver rinnovato il contratto con la società londinese, si è trasferita in prestito fino alla fine della stagione al Milan per giocare nella Serie A italiana.

### Nazionale
Aniek Nouwen ha fatto parte delle selezioni giovanili dei Paesi Bassi, giocando undici partite con la selezione Under-17 e otto con la selezione Under-19, scendendo in campo nelle partite di qualificazione alle fasi finali dei campionati europei di categoria. Con la maglia della selezione Under-19 ha preso parte alla fase finale del campionato europeo 2017, nel quale i Paesi Bassi raggiunsero le semifinali. Nella terza partita della fase a gironi, terminata 3-3 contro l'Italia, Nouwen prima segnò un autogol a pochi minuti dall'inizio della partita e poi realizzò la rete del temporaneo 2-1.
Nouwen venne convocata nella nazionale maggiore dalla selezionatrice Sarina Wiegman per l'Algarve Cup 2019, facendo il suo esordio in nazionale il 4 marzo 2019 nella partita persa contro la Polonia per 1-0, scendendo in campo nel corso del secondo tempo al posto di Lineth Beerensteyn. Già sul finire del 2019 divenne titolare in nazionale, giocando le partite di qualificazione al campionato europeo 2022. Il 23 ottobre 2020 arrivò la prima rete in nazionale, nella vittoria per 7-0 sull'Estonia che sancì la qualificazione delle oranje alla fase finale del campionato europeo 2022.
A metà giugno 2021 Nouwen venne inserita nella rosa della nazionale dei Paesi Bassi in vista del torneo femminile dei Giochi della XXXII Olimpiade. Nel corso della manifestazione olimpica ha giocato in tutte e quattro le partite disputate dai Paesi Bassi, sbagliando il tiro di rigore che ha decretato l'eliminazione delle oranje dai quarti di finale per mano degli Stati Uniti.

## Statistiche

### Presenze e reti nei club
Aggiornata al 31 gennaio 2025.
| Stagione        | Squadra         | Campionato      | Campionato | Campionato | Coppe nazionali | Coppe nazionali | Coppe nazionali | Coppe internazionali | Coppe internazionali | Coppe internazionali | Altre coppe | Altre coppe | Altre coppe | Totale | Totale |
| Stagione        | Squadra         | Comp            | Pres       | Reti       | Comp            | Pres            | Reti            | Comp                 | Pres                 | Reti                 | Comp        | Pres        | Reti        | Pres   | Reti   |
| --------------- | --------------- | --------------- | ---------- | ---------- | --------------- | --------------- | --------------- | -------------------- | -------------------- | -------------------- | ----------- | ----------- | ----------- | ------ | ------ |
| 2016-2017       | PSV             | E               | 25         | 3          | CO              | ?               | ?               | -                    | -                    | -                    | -           | -           | -           | 25+    | 3+     |
| 2017-2018       | PSV             | E               | 22         | 5          | CO              | ?               | ?               | -                    | -                    | -                    | -           | -           | -           | 22+    | 5+     |
| 2018-2019       | PSV             | E               | 22         | 7          | CO              | ?               | ?               | -                    | -                    | -                    | -           | -           | -           | 22+    | 7+     |
| 2019-2020       | PSV             | E               | 12         | 2          | CO              | ?               | ?               | -                    | -                    | -                    | -           | -           | -           | 12+    | 2+     |
| 2020-2021       | PSV             | E               | 20         | 2          | CO              | 3               | 0               | UWCL                 | 2                    | 0                    | -           | -           | -           | 25     | 2      |
| Totale PSV      | Totale PSV      | Totale PSV      | 101        | 19         | -               | 3+              | 0+              | -                    | 2                    | 0                    | -           | -           | -           | 106+   | 19+    |
| 2021-2022       | Chelsea         | SL              | 14         | 1          | CI              | 4               | 1               | UWCL                 | 1                    | 0                    | CL          | 3           | 0           | 22     | 2      |
| 2022-gen. 2023  | Chelsea         | SL              | 3          | 0          | CI              | -               | -               | UWCL                 | 1                    | 0                    | CL          | -           | -           | 4      | 0      |
| gen.-giu. 2023  | Milan           | A               | 11         | 0          | CI              | 4               | 0               | -                    | -                    | -                    | -           | -           | -           | 15     | 0      |
| 2023-2024       | Chelsea         | WSL             | 4          | 0          | CI              | -               | -               | UWCL                 | 0                    | 0                    | CL          | -           | -           | 4      | 0      |
| 2024-gen. 2025  | Chelsea         | WSL             | -          | -          | CI              | -               | -               | UWCL                 | -                    | -                    | CL          | -           | -           | -      | -      |
| Totale Chelsea  | Totale Chelsea  | Totale Chelsea  | 21         | 1          | -               | 4               | 1               | -                    | 2                    | 0                    | -           | 3           | 0           | 30     | 2      |
| gen-giu. 2025   | Crystal Palace  | WSL             | -          | -          | CI              | -               | -               | -                    | -                    | -                    | CL          | -           | -           | -      | -      |
| Totale carriera | Totale carriera | Totale carriera | 133        | 20         | -               | 11+             | 1+              | -                    | 4                    | 0                    | -           | 3           | 0           | 151+   | 21+    |

### Cronologia presenze e reti in nazionale
| Cronologia completa delle presenze e delle reti in nazionale ― Paesi Bassi | Cronologia completa delle presenze e delle reti in nazionale ― Paesi Bassi | Cronologia completa delle presenze e delle reti in nazionale ― Paesi Bassi | Cronologia completa delle presenze e delle reti in nazionale ― Paesi Bassi | Cronologia completa delle presenze e delle reti in nazionale ― Paesi Bassi | Cronologia completa delle presenze e delle reti in nazionale ― Paesi Bassi | Cronologia completa delle presenze e delle reti in nazionale ― Paesi Bassi | Cronologia completa delle presenze e delle reti in nazionale ― Paesi Bassi |
| Data                                                                       | Città                                                                      | In casa                                                                    | Risultato                                                                  | Ospiti                                                                     | Competizione                                                               | Reti                                                                       | Note                                                                       |
| -------------------------------------------------------------------------- | -------------------------------------------------------------------------- | -------------------------------------------------------------------------- | -------------------------------------------------------------------------- | -------------------------------------------------------------------------- | -------------------------------------------------------------------------- | -------------------------------------------------------------------------- | -------------------------------------------------------------------------- |
| 4-3-2019                                                                   | Parchal                                                                    | Paesi Bassi                                                                | 0 – 1                                                                      | Polonia                                                                    | Algarve Cup 2019                                                           | -                                                                          | 63’                                                                        |
| 6-3-2019                                                                   | Albufeira                                                                  | Cina                                                                       | 1 – 1 dts (2 - 4 dtr)                                                      | Paesi Bassi                                                                | Algarve Cup 2019 - Finale 11º posto                                        | -                                                                          | 66’                                                                        |
| 4-10-2019                                                                  | Murska Sobota                                                              | Slovenia                                                                   | 2 – 4                                                                      | Paesi Bassi                                                                | Qual. Euro 2022                                                            | -                                                                          | 90+1’                                                                      |
| 8-11-2019                                                                  | Smirne                                                                     | Turchia                                                                    | 0 – 8                                                                      | Paesi Bassi                                                                | Qual. Euro 2022                                                            | -                                                                          |                                                                            |
| 12-11-2019                                                                 | Arnhem                                                                     | Paesi Bassi                                                                | 4 – 1                                                                      | Slovenia                                                                   | Qual. Euro 2022                                                            | -                                                                          |                                                                            |
| 4-3-2020                                                                   | Valenciennes                                                               | Paesi Bassi                                                                | 0 – 0                                                                      | Brasile                                                                    | Torneo di Francia                                                          | -                                                                          |                                                                            |
| 18-9-2020                                                                  | Mosca                                                                      | Russia                                                                     | 0 – 1                                                                      | Paesi Bassi                                                                | Qual. Euro 2022                                                            | -                                                                          |                                                                            |
| 23-10-2020                                                                 | Groninga                                                                   | Paesi Bassi                                                                | 7 – 0                                                                      | Estonia                                                                    | Qual. Euro 2022                                                            | 1                                                                          |                                                                            |
| 27-10-2020                                                                 | Pristina                                                                   | Kosovo                                                                     | 0 – 6                                                                      | Paesi Bassi                                                                | Qual. Euro 2022                                                            | -                                                                          | 79’                                                                        |
| 27-11-2020                                                                 | Breda                                                                      | Paesi Bassi                                                                | 0 – 2                                                                      | Stati Uniti                                                                | Amichevole                                                                 | -                                                                          |                                                                            |
| 18-2-2021                                                                  | Bruxelles                                                                  | Belgio                                                                     | 1 – 6                                                                      | Paesi Bassi                                                                | Amichevole                                                                 | -                                                                          |                                                                            |
| 24-2-2021                                                                  | Venlo                                                                      | Paesi Bassi                                                                | 2 – 1                                                                      | Germania                                                                   | Amichevole                                                                 | -                                                                          |                                                                            |
| 9-4-2021                                                                   | Marbella                                                                   | Spagna                                                                     | 1 – 0                                                                      | Paesi Bassi                                                                | Amichevole                                                                 | -                                                                          |                                                                            |
| 13-4-2021                                                                  | Nimega                                                                     | Paesi Bassi                                                                | 5 – 0                                                                      | Australia                                                                  | Amichevole                                                                 | -                                                                          |                                                                            |
| 10-6-2021                                                                  | Ferrara                                                                    | Italia                                                                     | 1 – 0                                                                      | Paesi Bassi                                                                | Amichevole                                                                 | -                                                                          |                                                                            |
| 15-6-2021                                                                  | Enschede                                                                   | Paesi Bassi                                                                | 7 – 0                                                                      | Norvegia                                                                   | Amichevole                                                                 | -                                                                          |                                                                            |
| 21-7-2021                                                                  | Rifu                                                                       | Zambia                                                                     | 3 – 10                                                                     | Paesi Bassi                                                                | Olimpiadi 2020 - Fase a gironi                                             | -                                                                          | 85’                                                                        |
| 24-7-2021                                                                  | Rifu                                                                       | Paesi Bassi                                                                | 3 – 3                                                                      | Brasile                                                                    | Olimpiadi 2020 - Fase a gironi                                             | -                                                                          |                                                                            |
| 27-7-2021                                                                  | Yokohama                                                                   | Paesi Bassi                                                                | 8 – 2                                                                      | Cina                                                                       | Olimpiadi 2020 - Fase a gironi                                             | -                                                                          | 73’                                                                        |
| 30-7-2021                                                                  | Yokohama                                                                   | Paesi Bassi                                                                | 2 – 2 dts (2 - 4 dtr)                                                      | Stati Uniti                                                                | Olimpiadi 2020 - Quarti di finale                                          | -                                                                          |                                                                            |
| 17-9-2021                                                                  | Groninga                                                                   | Paesi Bassi                                                                | 1 – 1                                                                      | Rep. Ceca                                                                  | Qual. Mondiali 2023                                                        | -                                                                          |                                                                            |
| 21-9-2021                                                                  | Reykjavík                                                                  | Islanda                                                                    | 0 – 2                                                                      | Paesi Bassi                                                                | Qual. Mondiali 2023                                                        | -                                                                          |                                                                            |
| 22-10-2021                                                                 | Larnaca                                                                    | Cipro                                                                      | 0 – 8                                                                      | Paesi Bassi                                                                | Qual. Mondiali 2023                                                        | -                                                                          |                                                                            |
| 26-10-2021                                                                 | Minsk                                                                      | Bielorussia                                                                | 0 – 2                                                                      | Paesi Bassi                                                                | Qual. Mondiali 2023                                                        | -                                                                          |                                                                            |
| 16-2-2022                                                                  | Caen                                                                       | Brasile                                                                    | 1 – 1                                                                      | Paesi Bassi                                                                | Torneo di Francia 2022                                                     | -                                                                          |                                                                            |
| 22-2-2022                                                                  | Le Havre                                                                   | Francia                                                                    | 3 – 1                                                                      | Paesi Bassi                                                                | Torneo di Francia 2022                                                     | -                                                                          | 46’                                                                        |
| 8-4-2022                                                                   | Groninga                                                                   | Paesi Bassi                                                                | 12 – 0                                                                     | Cipro                                                                      | Qual. Mondiali 2023                                                        | -                                                                          |                                                                            |
| 12-4-2022                                                                  | L'Aia                                                                      | Paesi Bassi                                                                | 5 – 1                                                                      | Sudafrica                                                                  | Amichevole                                                                 | -                                                                          |                                                                            |
| 24-6-2022                                                                  | Leeds                                                                      | Inghilterra                                                                | 5 – 1                                                                      | Paesi Bassi                                                                | Amichevole                                                                 | -                                                                          | 29’                                                                        |
| 28-6-2022                                                                  | Groninga                                                                   | Paesi Bassi                                                                | 3 – 0                                                                      | Bielorussia                                                                | Qual. Mondiali 2023                                                        | 1                                                                          | 83’                                                                        |
| 2-7-2022                                                                   | Enschede                                                                   | Paesi Bassi                                                                | 2 – 0                                                                      | Finlandia                                                                  | Amichevole                                                                 | -                                                                          |                                                                            |
| 9-7-2022                                                                   | Sheffield                                                                  | Paesi Bassi                                                                | 1 – 1                                                                      | Svezia                                                                     | Euro 2022 - Fase a gironi                                                  | -                                                                          | 41’                                                                        |
| 17-7-2022                                                                  | Sheffield                                                                  | Svizzera                                                                   | 1 – 4                                                                      | Paesi Bassi                                                                | Euro 2022 - Fase a gironi                                                  | -                                                                          | 64’                                                                        |
| 23-7-2022                                                                  | Rotherham                                                                  | Francia                                                                    | 1 – 0 dts                                                                  | Paesi Bassi                                                                | Euro 2022 - Quarti di finale                                               | -                                                                          | 106’                                                                       |
| 2-9-2022                                                                   | Zwolle                                                                     | Paesi Bassi                                                                | 2 – 1                                                                      | Scozia                                                                     | Amichevole                                                                 | -                                                                          | 74’                                                                        |
| 11-10-2022                                                                 | L'Aia                                                                      | Paesi Bassi                                                                | 0 – 2                                                                      | Norvegia                                                                   | Amichevole                                                                 | -                                                                          | 85’                                                                        |
| 11-11-2022                                                                 | Utrecht                                                                    | Paesi Bassi                                                                | 4 – 0                                                                      | Costa Rica                                                                 | Amichevole                                                                 | -                                                                          |                                                                            |
| 17-2-2023                                                                  | Paola                                                                      | Paesi Bassi                                                                | 1 – 2                                                                      | Austria                                                                    | Amichevole                                                                 | -                                                                          | 60’                                                                        |
| 7-4-2023                                                                   | Sittard                                                                    | Paesi Bassi                                                                | 0 – 1                                                                      | Germania                                                                   | Amichevole                                                                 | -                                                                          | 75’                                                                        |
| 11-4-2023                                                                  | Rotterdam                                                                  | Paesi Bassi                                                                | 4 – 1                                                                      | Polonia                                                                    | Amichevole                                                                 | -                                                                          | 30’                                                                        |
| 2-7-2023                                                                   | Kerkrade                                                                   | Paesi Bassi                                                                | 5 – 0                                                                      | Belgio                                                                     | Amichevole                                                                 | -                                                                          | 70’                                                                        |
| 27-7-2023                                                                  | Wellington                                                                 | Stati Uniti                                                                | 1 – 1                                                                      | Paesi Bassi                                                                | Mondiali 2023 - Fase a gironi                                              | -                                                                          | 46’                                                                        |
| 11-8-2023                                                                  | Wellington                                                                 | Spagna                                                                     | 2 – 1 dts                                                                  | Paesi Bassi                                                                | Mondiali 2023 - Quarti di finale                                           | -                                                                          | 89’                                                                        |
| Totale                                                                     |                                                                            | Presenze                                                                   | 43                                                                         |                                                                            | Reti                                                                       | 2                                                                          |                                                                            |

## Palmarès

### Club
- Coppa dei Paesi Bassi: 1

PSV: 2020-2021
- Women's FA Cup: 2

Chelsea: 2020-2021, 2021-2022
- Campionato inglese: 1

Chelsea: 2021-2022